# John Kristian Dahl
John Kristian Dahl, född 27 mars 1981 i Kirkenes, är en norsk före detta längdskidåkare som vunnit Vasaloppet tre gånger (2014), (2016) och (2017). 
Dahl har tävlat i världscupen sedan säsongen 2004 och nått sina främsta framgångar i sprint med fem pallplaceringar som bäst (tom december 2007). Han blev vinnare på herrsidan av Vasaloppet 2014 och även 2016 samt 2017. Den 10 april 2016 vann han även herrklassen vid Nordenskiöldsloppet.
Den 2 april 2019 meddelade han att han avslutar längdskidåkningskarriären.

### Fotnoter
1. ↑  Wilmer Andersson, Philip Sundén (5 mars 2017). ”Norrmannen tog hem Vasaloppet efter drama” (på svenska). Expressen. Arkiverad från originalet den 2 april 2019. https://web.archive.org/web/20190402222726/https://www.expressen.se/sport/langdskidor/norrmannen-tog-hem-vasaloppet-efter-drama/. Läst 2 april 2019.
2. ↑  ”Markus Ottosson sexa i Nordenskiöldsloppet”. Västerbottenskuriren. 10 april 2016. Arkiverad från originalet den 20 april 2016. https://web.archive.org/web/20160420203910/http://www.vk.se/1691319/markus-ottosson-sexa-i-nordenskioldsloppet. Läst 10 april 2016.
3. ↑  ”Norsk Vasaloppsgigant lägger av”. SVT Sport. 2 april 2019. https://www.svt.se/sport/langdskidor/norsk-vasaloppsgigant-lagger-av. Läst 2 april 2019.